# Oliver Colbentson
Oliver Edward Colbentson (* 14. November 1927 in Chicago; † 25. Januar 2013) war ein US-amerikanischer Geiger und Musikpädagoge.
Colbentson hatte ab dem fünften Lebensjahr Violinunterricht bei seinem Vater. Ab 1941 studierte er am Chicago Musical College bei Leon Sametini. 1943 hatte er als Preisträger eines Wettbewerbs einen Auftritt als Solist mit dem Orchester der Orchestra Hall von Chicago. Im gleichen Jahr nahm er ein Studium an der University of Chicago auf. Nach einem dreijährigen Dienst im Orchester der US Air Force vollendete er seine Ausbildung in New York bei Diran Alexanian.
Von 1954 bis 1958 war Colbentson Konzertmeister im Orchester der Metropolitan Opera, daneben unternahm er jährlich Konzertreisen nach Europa, die ihn nach Skandinavien, Holland, Österreich, Deutschland, England, Frankreich, Italien und in die Schweiz führten. 1958 übersiedelte er nach Nürnberg. Dort wurde er Konzertmeister der Nürnberger Symphoniker und Dozent und Leiter der Streicherabteilung am Meistersinger Konservatorium (Hochschule für Musik Nürnberg). In seiner Laufbahn trat Colbentson in mehr als 1500 Konzerten und Rundfunkproduktionen auf und spielte 19 LPs ein. Regelmäßiger Kammermusikpartner Colbentsons war der Pianist Erich Appel.